# 日名照額田毘道男伊許知邇神
日名照額田毘道男伊許知邇神（ヒナテリヌカタビチオイコチニ、歴史的仮名遣：ヒナテリヌカタビチヲイコチニ）とは、日本神話に登場する女神。

## 概要
書籍によってヒナテリヌカタビチオイコチニノカミと訓むものとヒナテルヌカタビチオイコチニノカミと訓むものがある。
『古事記』にのみ登場する神であるが、系譜以外の具体的な事績については不明。
長い神名は文字の配列から考えて「日名照・額田毘道男・伊許知邇神」と分解できる。次にこの神は女神であるのに、「男」を含むのは異常であるから、「日名照・額田毘道男」は「伊許知邇神」の父神の名で、それを娘の名に冠したものと考えられる。
- まず「日名照」は「日な（の）曇り」の反対で「日な（の）照る」の意で、「額田」は「額のような四角い田」の意で良田を指す。これは額田の上に「日がよく当る」という修飾語を冠している。「毘道男」の「毘」は「辺」で、「額田辺へ行く道の男」の意。これが父神の名。
- 次に「伊許知邇」の「伊許」は「厳（いか）」で、「いこよか」の語もあるように、勢いの盛んなさまで、ここでは「稲の繁茂」の表象、「知」は「神霊」、「邇」は人につく親称と解する。これが娘神の名。

上記から名義は「日が照る、額田辺の道を父にもつ、勢いの盛んな精霊」と考えられる。またこの神の農業神的性格が子の国忍富神に引き継がれている。

## 系譜

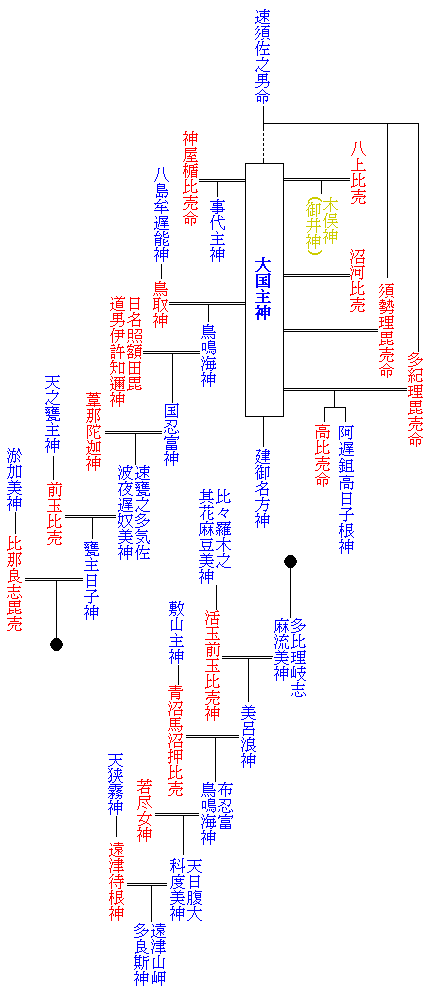
大国主の系図（『古事記』による）。青は男神、赤は女神、黄は性別不詳

大国主神の子の鳥鳴海神との間に国忍富神を生んでいる。